# Salvador Escudero III
Salvador "Sonny" Escudero III (Casiguran, 18 december 1942 – 13 augustus 2012) was een Filipijns politicus. Escudero was tweemaal minister van Voedsel en Landbouw en was vele jaren lid van het Filipijns Huis van Afgevaardigden namens het 1e kiesdistrict van Sorsogon. Een van zijn drie kinderen is senator Francis Escudero.

## Biografie
Salvador Escudero III werd op 18 december 1942 geboren in Casiguran in de provincie Sorsogon. Zijn vader Salvador Escudero jr. was burgemeester van Casiguran en lid van de provinciale raad van Sorsogon. Ook zijn grootvader Salvador Escudero sr. was politicus in Sorsogon. Sonny studeerde diergeneeskunde en behaalde zijn diploma aan de University of the Philippines (UP) in 1963 en de University of Queensland in Australië in 1968. Na zijn afstuderen was hij van 1968 tot 1969 directeur van het UP Veterinary Hospital. Aansluitend was hij van 1970 tot 1984 werkzaam als decaan en professor aan het departement van diergeneeskunde van de UP. Ook was hij van 1975 tot 1984 directeur van het Bureau of Animal Industry.
Nadat hij van 1980 tot 1984 al onderminister van Voedsel en Landbouw was, werd hij in 1984 door president Ferdinand Marcos benoemd tot minister. Ook was hij in deze periode afgevaardigde in het Batasang Pambansa. Beide functies kwamen ten einde toen Marcos in 1986 ten val werd gebracht door de EDSA-revolutie. Bij de verkiezingen van 1987 won hij een zetel als afgevaardigde van het 1e kiesdistrict van Sorsogon. Deze functie bekleedde hij tot hij in 1996 door president Fidel Ramos opnieuw werd benoemd tot minister van Voedsel en Landbouw. Zijn tweede termijn als minister kwam ten einde toen Ramos in 1998 werd opgevolgd door Joseph Estrada. Bij de verkiezingen van 2007 werd Escudero opnieuw gekozen als afgevaardigde van het 1e kiesdistrict van Sorsogon. Nadat hij in 2010 was herkozen, overleed hij in 2012 op 69-jarige leeftijd aan de gevolgen van darmkanker.